# A Jardineira
A Jardineira é uma marchinha de carnaval, lançada originalmente no final de 1938 para o festejo do ano seguinte, tinha letra do compositor baiano Humberto Porto, música de Benedito Lacerda e primeira gravação por Orlando Silva.
Porto e Lacerda sofreram várias acusações de plágio do cancioneiro popular; o letrista, efetivamente, se inspirou num refrão existente em Mar Grande, quando em 1937 visitara a ilha de Itaparica. Como já em janeiro de 1939 informara o crítico Oswaldo Santiago, "Humberto Porto, que é baiano, antes de ser publicada a marcha, escreveu no vespertino “A Nota” que ia lançar um tema do folclore de sua terra na folia em perspectiva."

## Histórico
Já em novembro de 1938 Benedito Lacerda anunciava, numa entrevista à revista Carioca em que falava de seus sucessos, que "dentro em breve, porém, juntarei mais um: «Jardineira». Música baseada em motivos da Bahia. Letra de Humberto Porto. Gravou-a, Orlando Silva..." A mesma revista publicou a seguir a letra da canção com a recomendação: "que os carnavalescos trauteiem, enquanto esperam, a letra momástica que classificamos como sucesso", completando: "é uma música carnavalesca. A primeira música carnavalesca a fazer sucesso evidente, antes do carnaval. «A Jardineira», marcha de rancho (...) é a tal".
Assim, após esse lançamento prévio, já em janeiro do ano seguinte a "Carioca" publicou uma nota em que dizia "está sendo disputada a autoria da triunfante marcha «A Jardineira», que se apresenta como candidata provável ao título de «melhor das marchas carnavalescas»." E, de fato, seguiu-se mais adiante com uma extensa matéria em que se apresentavam argumentos levados por leitores sobre a pré-existência da canção.

### Acusações de plágio
Em 12 de janeiro Oswaldo Santiago registrou que "a imprensa de norte a sul (também no Paraná há quem se atribua a paternidade da obra...) tem lançado as maiores injúrias a Benedito Lacerda, Humberto Porto e a todos os compositores do Rio que, (...) ainda que algo de mau houvesse, nenhuma culpa teriam no caso..."
Na revista Carioca do dia 14 desse mesmo mês vários foram os leitores que acusaram já conhecer a música. O semanário abriu os depoimentos que recebera declarando "«Jardineira» caiu no goto. As edições andam por aí (...) com notável sucesso, a música hoje popularíssima. Os leitores de Carioca, porém, compareceram, de apito à boca, para pôr as coisas no seu verdadeiro lugar. A música é de uma velha canção. A letra foi readaptada. Que merecem, em face disso, Benedicto Lacerda e Humberto Porto? Aplausos ou assobios? Dividem-se as opiniões."
A primeira das queixas viera do soteropolitano José Jeronymo de Souza que dizia ter sido embalado pela canção ainda criança: "recordar a música-sucesso de nossos pais e de nossa infância, é prova de bom gosto. Agora não posso deixar de gritar o meu protesto contra a tal paternidade que querem dar a esta composição. «Jardineira» já pertence ao povo, ninguém mais se lembra do seu autor. É do povo, portanto."
O reclamante seguinte, Altino B. de Sá, de São José dos Campos, lembrava já haver denunciado plágios em várias marchinhas de anos anteriores e que naquele ano "a marchinha «Jardineira» nada mais é do que a reprodução de um sucesso de 1928, que, já naquele tempo, era calcado numa valsa vienense. Basta lembrar o estribilho: Vem, jardineira / Vem, meu amor / Vem regar as flores / Com teu regador". Da mesma cidade outro leitor identificado como Dr. Pinheiro trouxe a ideia de que houvera plágio de uma cantiga de roda infantil que surgira há vinte anos e depois foi desaparecendo, e que os artistas "realizaram, agora, um milagre: o milagre de uma autêntica ressurreição", concluindo com ironia: "os iconoclastas perguntarão, talvez: mas qual o mérito dos "autores"? E eu responder-lhes-ei, convicto da força do rebate: fazer reviver é, as vezes, mais difícil que criar".
Em Porto Alegre o padre Frederico Mauthe alegou que recolhera a música numa coleção de hinos e canções escolares, em 1922; no Rio de Janeiro um certo Candinho, parceiro de Camarão, dissera que usara o tema em muitas versões.
Ao menos duas pessoas reivindicaram para si a autoria da canção: Paulino Alves, tenente chefe da banda do 13º Regimento de Infantaria, em Ponta Grossa, no Paraná, E Maria das Dores Corrêa Xavier, "que afirma tê-la feito em 1906, na cidade de Piranhas, em Alagoas, onde dirigia um conjunto de «Pastorinhas»", sendo neste pleito defendida pelos advogados Costa Pinto e Costa Magalhães que pediam indenização de "vinte contos", quando a expectativa é que a canção rendesse menos que a metade desse valor.

### Defesas

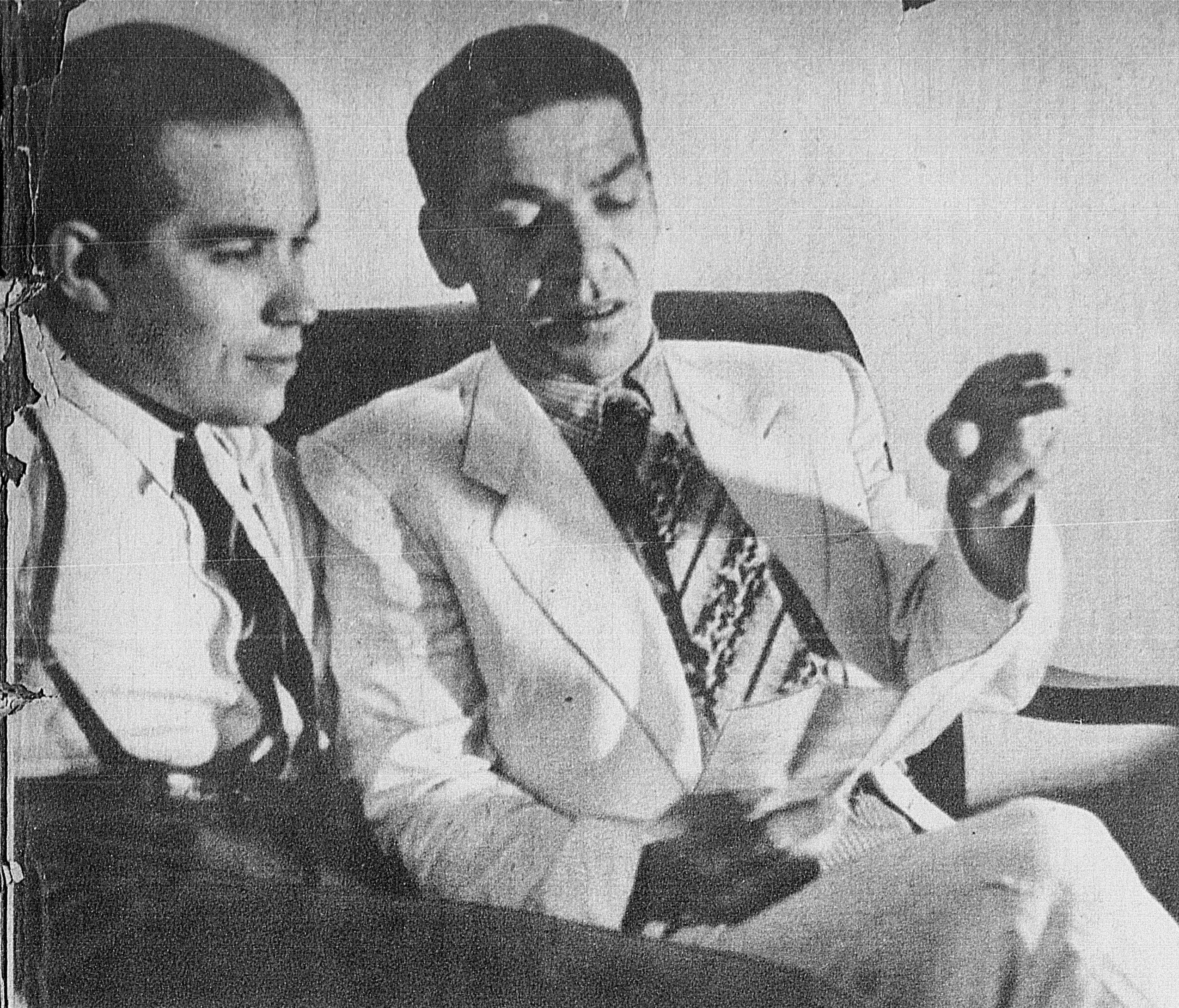
Porto e Benedito fazem sua defesa, na redação de "Carioca"

Na matéria de janeiro de 1939 Oswaldo Santiago publicou a partitura da marchinha, sublinhando oito compassos novos introduzidos pelos autores e que haviam sido indicados pelo compositor Humberto Salles, morador de Andaraí (interior baiano), presentes na segunda parte da canção. Santiago argumentou em defesa dos autores: "no momento quem está na berlinda é a marcha «Jardineira», velha melodia do cancioneiro popular baiano (...) que, conforme se vê no impresso para piano, acusam a procedência da mesma. Não houve, portanto, da parte desses conhecidos compositores, a menor ideia de apropriação. Eles confessam, num texto que está na capa da música, que «Jardineira» é canção com que as mães embalam os filhos, no interior da «boa terra»", continuando: "como se trata de obra do domínio público, sem autor conhecido, a lei permite a adaptação que fizeram para o ritmo carnavalesco carioca, além de pequenas outras modificações na letra e na música (...) tudo feito de modo claro, leal, sem margem para ataques", concluindo: "acalmem-se os baianos, ciosos das suas joias melódicas e literárias. A divulgação de «A Jardineira» em todo o país, pela voz de Orlando Silva, é um serviço que Humberto Porto prestou à Bahia, em cujo regaço ele colheu a camélia que caiu do galho, como já colheu outras flores do seu cancioneiro, estilizando-as e tornando-as mais conhecidas."
Os dois artistas foram, pessoalmente, à redação da revista Carioca, apresentar a sua versão dos fatos que, em matéria assinada por Julio Pires, foi retratada como  “uma bomba. O estouro da boiada. Gritaria. Não pode! É plágio! Lincha! Pega! Mata! Esfola! Um inferno!...” Assim, Lacerda iniciou sua fala: “apareceu nos últimos dias, uma «neta» ou «sobrinha» de certa senhora de Alagoas, que entendeu também de participar dos meus lucros e glórias. Mas a mocinha, que diz ser a autora da «Jardineira» que eu apresentei para o Carnaval de 1939, vem de muito longe. É do povo. Pertence ao nosso «folclore». E se você quer apreciar a diferença entre as duas composições, escuta apenas estes quatro compassos” (a seguir entoa a canção da alegada autora, mostrando a diferença) “isso não é nada ainda. A petulância foi muito maior. A pretensa «cantora», garante que toda a música é dela. Coitadinha... Diz que eu e o Porto colocamos na partitura alguns compassos suaves. Mas o que essa senhora parece desconhecer é que até numa edição da Livraria Zenith (...), São Paulo, aparece a “Jardineira”... Se há motivo de reclamação, ela que se entenda [com o editor citado]”.
Porto, a seguir, definiu a obra: “Realmente (...) trata-se de uma joia do mesmo quilate da «Casinha pequenina», irmã da «Ciranda, cirandinha», do «Valha-me Deus Sinhô São Bento, buraco véio tem cobra dentro» – toada de “«capoeira»”, e ainda, do «Rosalinda mandou dizê, que agulha sem fundo não pode cuzê», canto do «samba de umbigada», melodias e ritmos que nasceram em épocas que não foram nossas, fundiram-se, caldearam-se, atravessaram a ação dos tempos, formando um conjunto típico, que se denomina «folclore» musical de um povo. Aquilo que o caracteriza, que define as raízes de suas origens..."

### "Terno de Reis da Jardineira"
A narrativa de Porto remete à sua infância na Bahia e descreve o terno de Reis que o impressionara e o inspirara: "Esse quadro maravilhoso, que se fixa na imaginação infantil de todo o baiano, é lembrado, gostosamente, numa saudade cheia de amenas recordações. Quis trazê-la para o Rio. Ao público, apresentei, então, «A Jardineira» vestida numa roupa nova, ajudado pelo Lacerda. Benedito, de posse dessa melodia, deu-lhe o cunho vivo, preciso à alegria imensa do maior Carnaval do mundo. Quanto ao plágio de que fui acusado, quero que seja desfeito o equívoco. Eu não disse que a melodia é «minha». Eu a trouxe para o Rio, com um ritmo diferente. Assim procedendo, tive a intenção de mostrar que não só dormem, no âmago deste Brasil imenso, pedras preciosas de todo o quilate, mas também joias musicais como esta e as outras a que me referi acima. Fiz isso sem maiores pretensões, sentindo, apenas, a grande, a mesma alegria do «garimpeiro» que, encontrando um belíssimo diamante, mostra-o cheio de orgulho e vaidade, à admiração dos outros”...
A seguir ele constrói a imagem do terno de Reis de onde a canção teria sido oriunda: “Reportem-se à praia de Mar Grande, da Baía de Todos-os-Santos – Itaparica... É noite de Reis. Veremos, então, o «terno» da «Jardineira».
”Ela” vem na frente. O cortejo em coro, pergunta-lhe:
”Oh! Jardineira, por que estás tão triste?
Mas o que foi que te aconteceu?”
Ela, sozinha, responde:
”Foi a camélia que caiu do galho,
deu dois suspiros
e depois morreu...”
E toda a gente:
”Foi a camélia que caiu do galho,
deu dois suspiros
e depois morreu...”

## Primazia do baiano Hilário Jovino Ferreira, segundo Jota Efegê
Em matéria de janeiro de 1966 o jornalista Jota Efegê publicou suas considerações sobre uma investigação que havia sido realizada ainda em 1939 pelo radialista Almirante que, no seu programa "Curiosidades Musicais", colheu depoimentos - dentre os quais um que não fora aprofundado mas que, segundo Efegê, levaria ao rumo certo; foi o depoimento de João Batista Madureira Silva, que dissera então que "tinha certeza de que era de um tal Hilário que fez a música há uns 40 anos".
Este "Hilário" era, informa Efegê, o baiano Hilário Jovino Ferreira que, mudando-se para o Rio e se tornando tenente da Guarda Nacional, levou as tradições da "boa terra" à então capital do país, tais como os ranchos de "ternos" e "pastoris", com "marchas suaves e cadenciadas" que lhes eram características, fundou ali várias agremiações de rancho até que, em 1899, criou um denominado "A Jardineira", desfilando naquele ano e indo até a Tia Bebiana para o ritual obrigatório na Lapinha, cantando os versos oriundos da Bahia: "Ó Jardineira / por que estás tão triste..."
Este "rancho" reunia vários baianos de cabedal reconhecido, como Maria Adamastor (Maria César) ou Getúlio Marinho (Amor), que o credenciava para ditar as normas sobre esse tipo de manifestação a ponto de em 1908 haver realizado uma vistoria nas agremiações então existentes e declarado que todas cumpriam "as regras que são adotadas nestas diversões oriundas do Estado da Bahia". Com a saída de vários integrantes, em 1901 estes fundaram "A Flor da Jardineira"; em 1906 surgiu "As Filhas da Jardineira", com sede à Rua Frei Caneca - e a figura da "jardineira" era constante também nas músicas por estes grupos entoadas.
Efegê conclui que toda a celeuma se deu em razão de Porto e Lacerda não haverem dado claramente a indicação de onde haviam colhido a cantiga; reforça o papel de Hilário Jovino Ferreira: "inovador do carnaval carioca, fundador e orientador de um punhado de ranchos que nos moldes dos «ternos» [de] Reis da Bahia deram graciosidade aos nossos festejos de louvor a Momo [e] foi, de fato, quem trouxe «A Jardineira» para o Rio (...) Tendo morrido em março de 1933, não a viu voltar como novidade em 1939, nem pôde apresentar-se como dono."